# 岡田剛史
岡田 剛史（おかだ つよし、1979年9月4日 - ）は、日本の総合格闘家、プロレスラー。

## 経歴

### 総合格闘技
2003年9月15日、第10回全日本アマチュア修斗選手権大会バンタム級3位の実績を残し、2004年10月17日、大阪府立体育会館で行われた修斗新人王決定トーナメント準決勝の対赤木敏倫戦でプロデビュー。デビュー戦では判定負けも、以後西日本地区の修斗グラップリングトーナメントで次々優勝を果たした。
地元広島で修斗オフィシャルジム、TRANK KEIRAS（トランクケイラス）を設立（のちにTKエスペランサに変更）。
2017年7月2日、2年ぶりにプロ修斗に参戦し、田原樹也に勝利。

### プロレス
2015年4月18日、シアタープロレス花鳥風月・王子神谷大会における勝村周一朗戦でプロレスデビュー（月闘ルール）。勝村に呼び掛けられる形で以後のプロレス活動が花鳥風月所属として行われることとなった。7月20日、東京・王子で開催される花鳥風月タッグトーナメントに同郷のダブプロレス・近野剣心と出場。準決勝で敗退し、「広島花鳥風月」の開催を引き受けた。12月14日、VKF「MONDAY NIGHT ”Brawl”」大会でプロレスにおける他団体初参戦。対戦相手は矢郷良明&松本崇寿、川島真織組（パートナーは勝村周一朗、奥田啓介）。
2016年2月28日、FREEDOMS・広島産業会館西館大会でプロレスにおいての広島凱旋を果たす。対戦相手は新井健一郎、ダースバラモン、魁戦（パートナーは神威＆近野剣心）。5月8日、ダブプロレスマリーナホップ大会に参戦。7月17日、広島花鳥風月を広島県立広島産業会館にて旗揚げ。17日午後の葛西純プロデュース興行「広島デスマッチカーニバル2016」にも竹田誠志とのタッグで出場した。9月25日、ダブプロレスで青木雄基と組み、サウザー&木下亨平戦。木下デビュー戦の相手を務めた。10月2日、ハードヒット新木場大会で岩本煌史と組み、鈴木鼓太郎&火野裕士組と対戦。10月29日からはファイヤープロレスに巡業参戦。11月23日、福山大会では邪道ロケット＆電流爆破デンジャラス鬼棒6人タッグデスマッチで大仁田厚＆保坂秀樹と組み、魔世軍1号＆魔世軍2号＆魁と対戦。12月23日にはJFCファイティングフェスタに参戦。
2017年11月29日、花鳥風月を退団。12月31日、ガンバレ☆プロレス in さいたまスーパーアリーナ～GANBARE SLAM 2017に参戦。
2018年1月からは勝村周一朗と勝村軍（仮）を結成。
2020年12月27日、コロナ・プレミア・インターコンチネンタル王座選手権挑戦者として王者・ヨシタツ（全日本プロレス）に挑むもTKO負けを喫する。
2024年5月6日、ダブプロレスに入団。

## 戦績

### 総合格闘技
| 総合格闘技 戦績 | 総合格闘技 戦績 | 総合格闘技 戦績 | 総合格闘技 戦績 | 総合格闘技 戦績 | 総合格闘技 戦績 | 総合格闘技 戦績 |
| --------------- | --------------- | --------------- | --------------- | --------------- | --------------- | --------------- |
| 22 試合         | (T)KO           | 一本            | 判定            | その他          | 引き分け        | 無効試合        |
| 9 勝            | 2               | 2               | 5               | 0               | 4               | 0               |
| 11 敗           | 3               | 3               | 5               | 0               | 4               | 0               |

| 勝敗 | 対戦相手             | 試合結果                     | 大会名                                                            | 開催年月日     |
| ○    | 田原樹也             | 1R 4:56 TKO                  | TORAO NATION STATE「闘裸男20」                                    | 2017年7月2日   |
| △    | Dr. takuya           | 5分2R終了 引き分け           | 修斗 闘裸男15 〜 DIRECTION OF THE CAGE 〜広島土砂災害チャリティー | 2015年06月21日 |
| ×    | アラン“ヒロ”ヤマニハ | 3R 0:43 TKO                  | Heat 35 名古屋国際会議場イベントホール                            | 2015年08月22日 |
| ×    | Takuya Ogura         | 2R 1:54 TKO                  | 修斗                                                              | 2014年05月25日 |
| ×    | 天草ストロンガー四郎 | 2R 2:19 腕ひしぎ逆十字固め   | Demolition 20                                                     | 2010年03月02日 |
| ×    | 虎刃殺獅             | 5分2R終了 判定0-3            | DEMOLITION 12 広島県立産業会館                                    | 2012年07月29日 |
| ○    | 土井大貴             | 1R 1:18 TKO                  | GLADIATOR 31 広島県立産業会館                                     | 2012年04月01日 |
| ×    | 安谷屋智弘           | 1R終了 TKO(足の肉離れによる) | TENKAICHI fight コザミュージックタウン                            | 2010年07月11日 |
| ○    | 青山忍               | 1R 2:46 スリーパーホールド   | 修斗                                                              | 2010年05月16日 |
| ×    | 越智晴雄             | 1R 2:16 腕ひしぎ十字固め     | 修斗                                                              | 2009年06月17日 |
| ○    | AKI                  | 5分2R 判定2-0                | 修斗                                                              | 2008年03月22日 |
| ×    | 木部亮               | 5分2R終了 判定0-3            | 修斗 Zepp Nagoya                                                  | 2008年08月03日 |
| ○    | 赤崎勝久             | 5分2R終了 判定3-0            | 修斗                                                              | 2008年05月18日 |
| ○    | マイク・ハヤカワ     | 5分2R終了 判定3-0            | 修斗                                                              | 2008年03月23日 |
| ○    | 廣野剛康             | 5分2R終了 判定2-1            | GRAPPLINGMAN6 広島県立産業会館                                    | 2007年05月13日 |
| △    | 廣野剛康             | 5分2R終了 判定0-1            | CAGE FORCE EX -western bound- 米子産業体育館                      | 2007年02月17日 |
| ○    | 加藤賢也             | 5分2R終了 判定3-0            | 修斗 Zepp Nagoya                                                  | 2006年11月26日 |
| ×    | 正城ユウキ           | 5分2R終了 判定0-3            | 修斗 後楽園ホール                                                 | 2006年09月08日 |
| ○    | 秋久哲也             | 1R 3:35 TKO                  | GRAPPLINGMAN5 広島県立産業会館                                    | 2006年05月14日 |
| ○    | 春崎武裕             | 5分2R終了 判定0-3            | 修斗 & KICK 大阪府立体育会館                                      | 2005年11月13日 |
| ×    | 手塚豊               | 5分2R終了 判定0-3            | GRAPPLINGMAN4 津山コミュニティーセンター                          | 2005年04月23日 |
| ×    | 赤木敏倫             | 5分2R終了 判定0-2            | 修斗2004- 10/17 in 大阪府立体育会館 新人王決定トーナメント準決勝  | 2004年01月17日 |

## 得意技
腕ひしぎ逆十字固め

## 入場曲
- 夏の日の午後（eastern youth）
- Basket Case（Green Day）
- BEYOND THE MOUTAIN[17]

## 獲得タイトル
- 第3回全日本修斗グラップリング選手権 フェザー級チャンピオンシップ準優勝（2006年）
- 第2回中国修斗グラップリングトーナメント フェザー級優勝（2006年）
- 第4回九州修斗グラップリングオープン フェザー級優勝（2006年）
- 第1319代アイアンマンヘビーメタル級王座

## エピソード
- デビュー直後は金髪であったが、2014年ごろからアゴヒゲを蓄えワイルドな風貌になる。
- 食生活アドバイザーの免許を持っている。
- 2015年11月6日、プロフェッショナル修斗公式戦 福岡大会「闘裸男17」にてレフェリーデビュー[18]。
- 2016年2月21日、全日本マスター柔術選手権に出場し、マスター2茶帯フェザー級において準優勝[19]。
- 2016年7月17日、広島花鳥風月のエキシビジョンマッチで生田誠と対戦。ブラジリアン柔術茶帯[20]から黒帯に認定される[21]。
- 広島電機大学附属高等学校レスリング部出身。獣神サンダー・ライガーに憧れ、母校に入学した[9][22]。

## メディア出演

### テレビ
- ひろしま満点ママ!!（2016年7月12日、テレビ新広島） - ゲスト

### ラジオ
- 5COLORS（2016年7月11日、広島エフエム）
- イブニングストリーム（2016年7月11日、FMちゅーぴー）

### インターネット
- 花鳥風月Ustream（Ustream）2015年9月27日放送分

### PV
- レッツドリンク（ヤルキスト）2016年8月15日配信[23]

## 作品

### アクション指導
- 五十嵐伝〜五十嵐ハ燃エテイルカ〜2016広島版（2016年2月18日 - 2月21日、演劇引力廣島 第13回プロデュース公演、JMSアステールプラザ）作・演出：蓬莱竜太（劇団モダンスイマーズ）